# Citroën Xsara
| Sterne im Euro-NCAP-Crashtest |

Der Citroën Xsara ist ein Modell des französischen Automobilherstellers Citroën.
Es wurde im September 1997 vorgestellt und löste den Citroën ZX ab. Im Februar 1998 folgte das Coupé, der Kombi Break kam im April auf den Markt. Im November 1999 wurde noch ein Kompaktvan als Xsara Picasso vorgestellt. 2004 bzw. 2010 wurde die Produktion des Modells eingestellt.

## Karosserievarianten
Den Xsara gab es in vier Karosserieversionen:
- fünftürige Schräghecklimousine (Berline; September 1997 bis November 2004)
- dreitürige Schräghecklimousine (Coupé; Februar 1998 bis November 2004)
- fünftüriger Kombi (Break; April 1998 bis Mai 2006)
- fünftüriger Kompaktvan (Xsara Picasso; November 1999 bis Januar 2010)

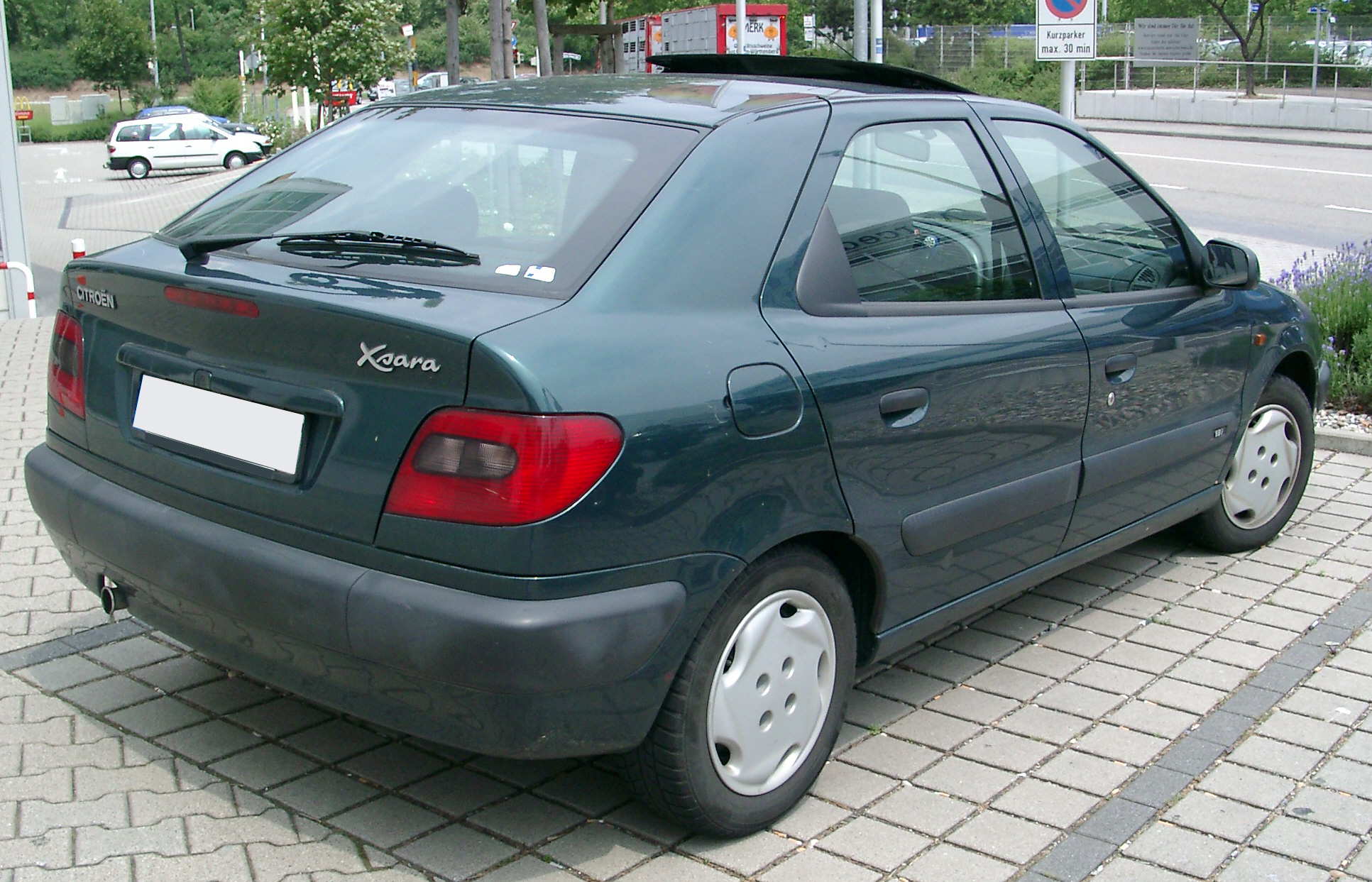
Heckansicht
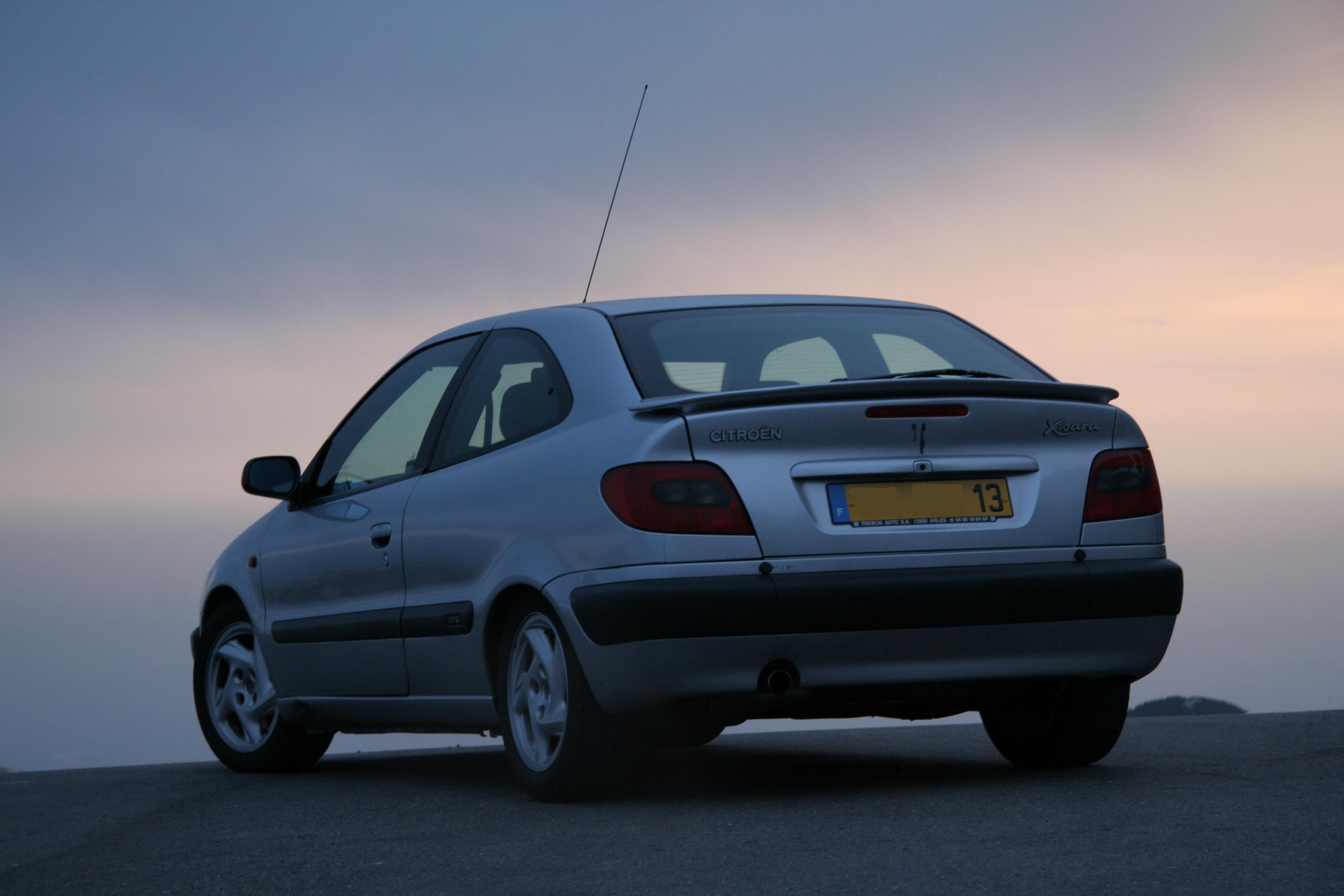
Citroën Xsara Coupé (1998–2000)
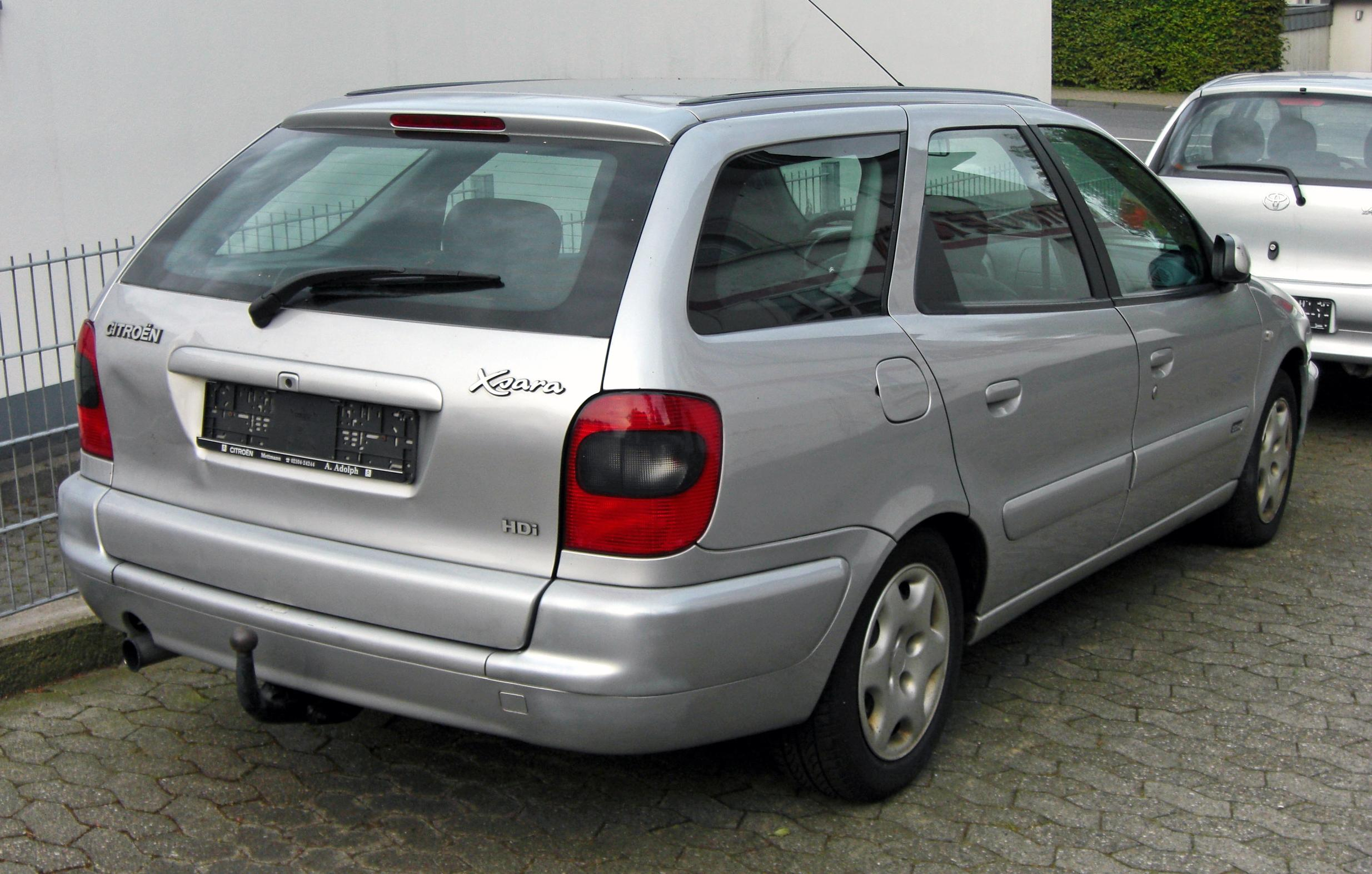
Citroën Xsara Break (1998–2006)

## Ausstattungsvarianten
- X – Basisausstattung
- PX – etwas bessere Basisausstattung
- SX – gehobene Ausstattung
- Exclusive – erweiterte SX-Ausstattung
- VTR – sportliche, gehobene Ausstattung (voiture tres rapide, nur Coupé)
- VTS – Sportversion (voiture tres sportive, nur Coupé)

## Modellpflege
Im Oktober 2000 wurde am Xsara ein Facelift durchgeführt.
Verändert wurden vor allem Details: Von außen erkennbar sind z. B. die moderneren, weiter nach hinten gezogenen Scheinwerfer, ein neues Chrom-Doppelwinkel-Logo am Heck (welches vorher nicht vorhanden war), ein größeres verchromtes Doppelwinkel-Logo am Kühlergrill sowie die von vorne nach hinten ans Heck versetzte Radio-Antenne.
Ab Anfang 2001 konnte der Xsara auch mit dem stärkeren, nach Euro 3 zertifizierten Dieselmotor und einer Leistung von 80 kW (109 PS) bestellt werden. Die Auslieferung nach Deutschland begann im Mai 2001.
Mitte 2002 wurde die 120 kW (163 PS) starke VTS-Version aus dem Programm genommen.
Die Produktion der Limousine und des „Coupé“ genannten Dreitürers endete im November 2004 zugunsten des Nachfolgers C4. Der Break blieb mit dem 80 kW starken 1,6-l-Ottomotor mit 16 Ventilen und dem 66 kW leistenden Dieselmotor noch bis Mai 2006 im Programm, da vom C4 keine Kombiversion vorgesehen war und er weiterhin ein günstiges Auto mit viel Nutzwert darstellte.
Der Xsara Picasso blieb noch bis Januar 2010 im Programm, obwohl bereits im Oktober 2006 der C4 Picasso dessen Nachfolge antrat.

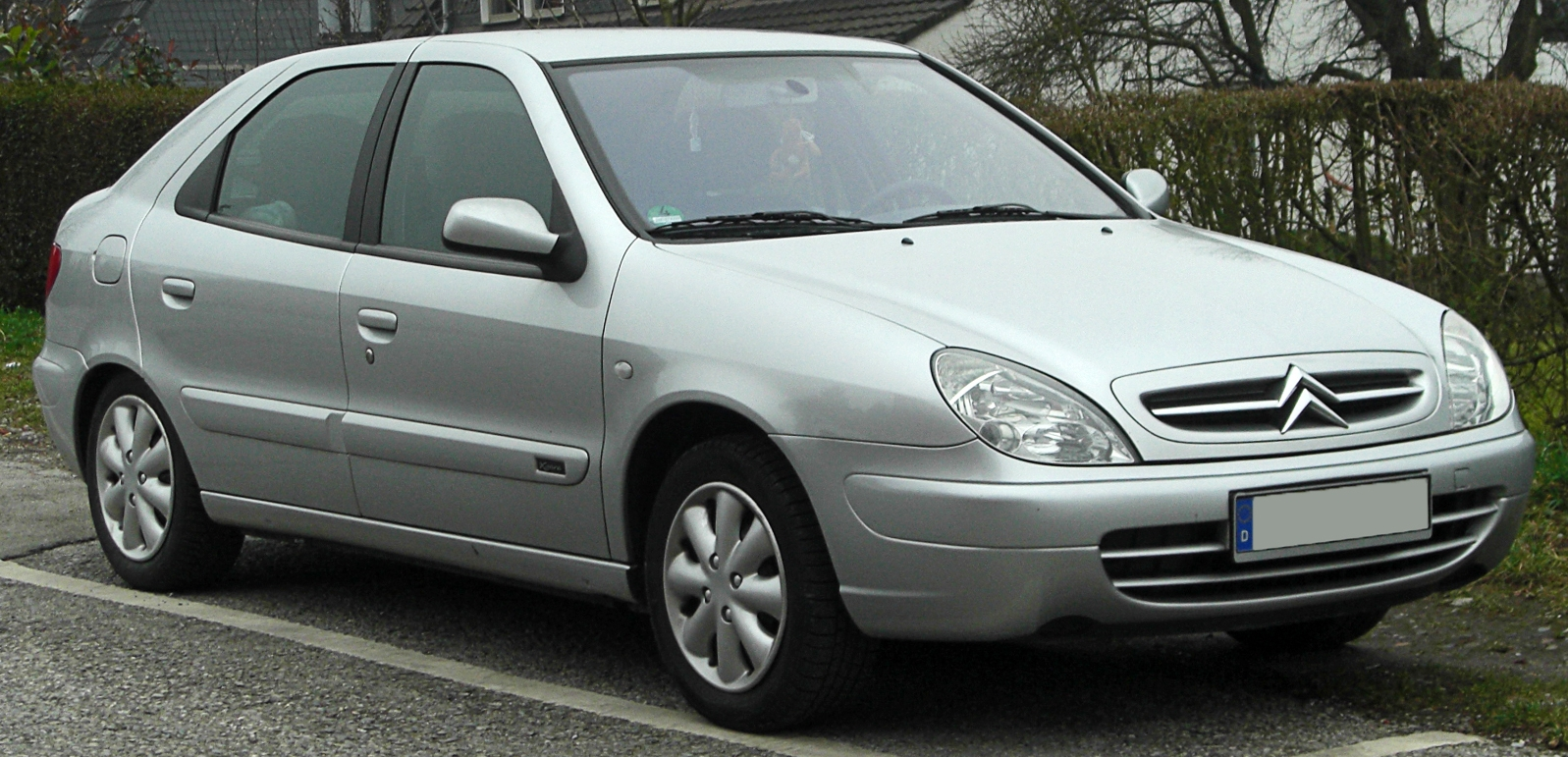
Citroën Xsara (2000–2004)
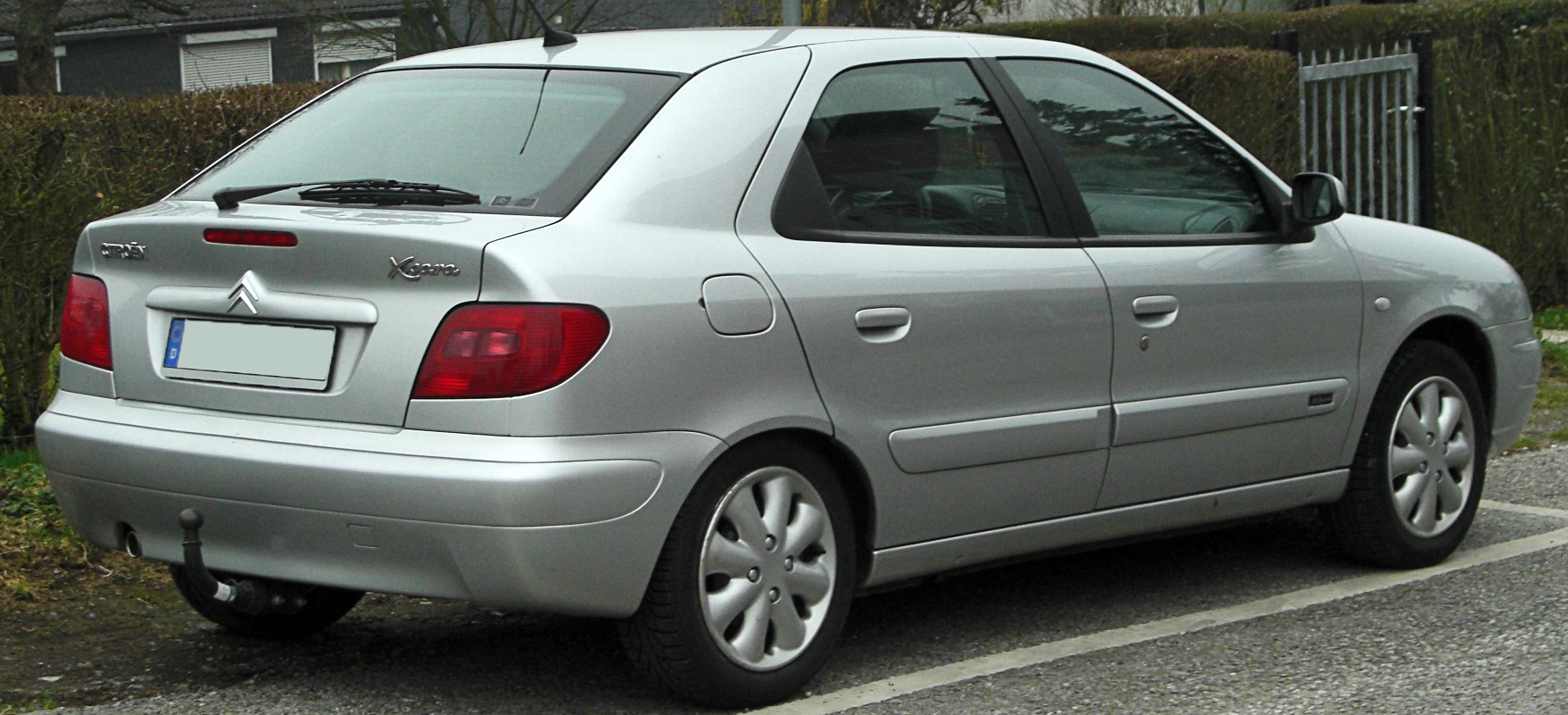
Heckansicht
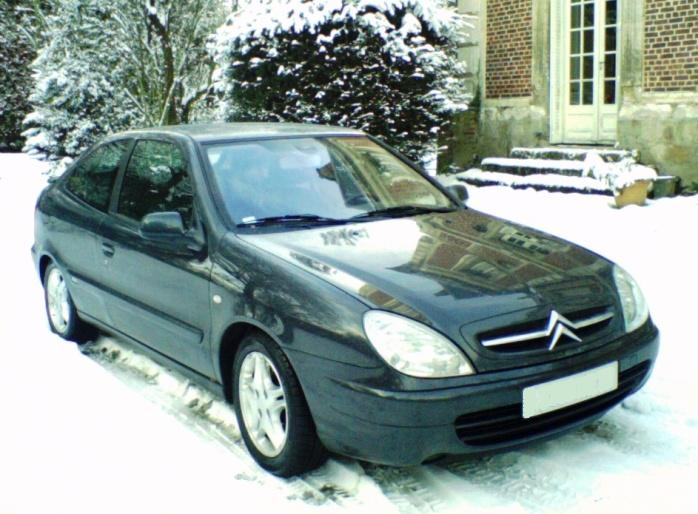
Citroën Xsara Coupé VTS (2000–2002)

## Motoren
Die Motoren wurden jahrgangabhängig aufgrund geänderter Abgasbestimmungen leicht modifiziert.
| Modell      | Motorart    | Motorbauart | Hubraum  | max. Leistung bei 1/min | max. Drehmoment bei 1/min | fünftürig | dreitürig | Kombi | Bauzeit         |
| ----------- | ----------- | ----------- | -------- | ----------------------- | ------------------------- | --------- | --------- | ----- | --------------- |
| 1.4i 8V     | Ottomotor   | R4          | 1360 cm³ | 55 kW (75 PS) / 5500    | 111 Nm / 3400             | x         | x         | x     | 04/1998–10/2000 |
| 1.4i 8V     | Ottomotor   | R4          | 1360 cm³ | 55 kW (75 PS) / 5500    | 120 / 3400                | x         | x         | x     | 10/2000–11/2004 |
| 1.6i 8V (1) | Ottomotor   | R4          | 1587 cm³ | 65 kW (88 PS) / 5600    | 135 Nm / 2600             | ?         | ?         | ?     | 09/1999–09/2000 |
| 1.6i 16V    | Ottomotor   | R4          | 1587 cm³ | 80 kW (109 PS) / 5800   | 147 Nm / 4000             | x         | x         | x     | 10/2000–05/2006 |
| 1.8i 8V     | Ottomotor   | R4          | 1761 cm³ | 66 kW (90 PS) / 5000    | 147 Nm / 2600             | x         | x         | x     | 09/1997–09/2000 |
| 1.8i 8V (1) | Ottomotor   | R4          | 1761 cm³ | 74 kW (101 PS) / 6000   | 153 Nm / 3000             | ?         | ?         | ?     | 09/1997–07/1999 |
| 1.8i 16V    | Ottomotor   | R4          | 1761 cm³ | 81 kW (110 PS) / 5500   | 155 Nm / 4250             | x         | x         | x     | 09/1997–09/2000 |
| 2.0 16V     | Ottomotor   | R4          | 1997 cm³ | 100 kW (136 PS) / 6000  | 190 Nm / 4100             | x         | x         | x     | 10/2000–11/2004 |
| 2.0i 16V    | Ottomotor   | R4          | 1998 cm³ | 122 kW (167 PS) / 6500  | 193 Nm / 5500             | –         | x         | –     | 02/1998–06/2002 |
| 1.4 HDi     | Dieselmotor | R4          | 1398 cm³ | 50 kW (68 PS) / 4000    | 160 Nm / 2000             | x         | –         | x     | 01/2003–11/2004 |
| 1.9 D       | Dieselmotor | R4          | 1905 cm³ | 50 kW (68 PS) / 4600    | 120 Nm / 2000             | x         | x         | x     | 04/1997–09/2000 |
| 1.9 D       | Dieselmotor | R4          | 1868 cm³ | 51 kW (70 PS) / 4600    | 125 Nm / 2500             | x         | x         | x     | 02/1999–11/2004 |
| 1.9 SD      | Dieselmotor | R4          | 1905 cm³ | 55 kW (75 PS) / 4600    | 135 Nm / 2250             | x         | x         | x     | 02/1998–02/1999 |
| 1.9 TD      | Dieselmotor | R4          | 1905 cm³ | 66 kW (90 PS) / 4000    | 196 Nm / 2250             | x         | x         | x     | 09/1997–09/2000 |
| 2.0 HDi     | Dieselmotor | R4          | 1997 cm³ | 66 kW (90 PS) / 4000    | 205 Nm / 1900             | x         | x         | x     | 02/1999–05/2006 |
| 2.0 HDi     | Dieselmotor | R4          | 1997 cm³ | 80 kW (109 PS) / 4000   | 250 Nm / 1750             | x         | x         | x     | 05/2001–11/2004 |

### Verbaute Motorbaureihen
- PSA-XU-Motor
- PSA-TU-Motor
- PSA-DV-Motor
- PSA-EW/DW-Motor

## Sondermodelle
- Ocean – Klimaanlage, getönte Wärmeschutzverglasung Solar+, Velourssitze, Radio mit sechs Lautsprechern und Lenkradfernbedienung, lackierte Stoßfänger und Schürzen, lackierte Seitenschutzleisten, Außenspiegelgehäuse teillackiert
- Millesime – Klimaanlage, Velourssitze, lackierte Stoßfänger und Schürzen, lackierte Seitenschutzleisten, Außenspiegelgehäuse teillackiert, getönte Wärmeschutzverglasung Solar+, Holz-Look-Dekor an Schalthebel und Handschuhfach
- Royal – Außenspiegel elektrisch verstellbar und beheizbar, Außentemperaturanzeige, Klimaanlage, Regensensor für Scheibenwischer, getönte Wärmeschutzverglasung Solar+, Fensterheber elektrisch vorn und hinten
- Windows CE – (2000) Serie von 500 Fahrzeugen, Mauritius-blau-metallic
- Tonic – Außenspiegel rechts elektrisch verstellbar, Kopfairbags vorne und hinten außer hinten Mitte, Blau-Look-Dekor am Armaturenbrett, Klimaanlage, lackierte Stoßfänger und Schürzen, lackierte Seitenschutzleisten und Türgriffe, Außenspiegelgehäuse teillackiert, Stoff-/Velourssitze, Tempomat, getönte Wärmeschutzverglasung Solar+
- Chrono (2001) – Aluminium-Look-Dekor auf Mittelkonsole und Handschuhfach, Klimaanlage, getönte Wärmeschutzverglasung Solar+, Velourssitze
- Family (Modelljahr 2004)
- WR-Compresseur (nicht in Deutschland) – Kleinserie der Garage Michel GmbH (Schweiz), Xsara mk3-Leistungssteigerung mittels Kompressor-Umrüstung auf 173 kW (235 PS)

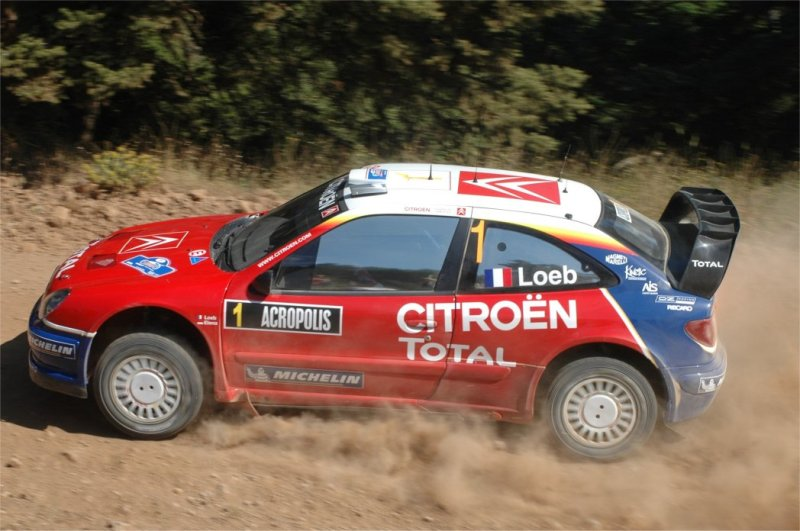
Citroën Xsara WRC

## Motorsport
Sébastien Loeb, der französische Rallye-Weltmeister, fuhr in der Rallye-Weltmeisterschaft einen Citroën Xsara WRC als Rallye-Rennwagen, mit dem er 2004, 2005 und 2006 Rallye-Weltmeister wurde. Von 2007 bis 2010 fuhr er einen Citroën C4 WRC.
Ein weiterer Fahrer war Colin McRae, der 2003 mit dem Xsara WRC fuhr und dann nach weiteren verlorenen Rennen aus der Weltmeisterschaft ausstieg. Er übernahm jedoch 2006 das Steuer eines Xsara WRC, weil Loeb verletzt war.

## Einstufung im französischen Steuer- und Versicherungssystem
Der Einstiegsbenziner mit 1,4 Liter schlug als 5 CV zu Buche, der 1,6 Liter mit 7 CV. Die Zweilitermaschinen hatten mit den Ausführungen SX und Exclusive 8 CV und 9 CV. Spitzenmodell war der VTS („Vitesse“) mit 11 CV.
Bei den Dieseln gab es die 1,9 und 2,0 Litermotoren mit 5 CV und 6 CV.